# Triggella
Genre
Triggella est un genre d'araignées aranéomorphes de la famille des Salticidae.

## Distribution
Les espèces de ce genre se rencontrent en Amérique centrale et au Venezuela.

## Liste des espèces
Selon World Spider Catalog (version 18.0, 25/05/2017) :
- Triggella bifida (F. O. Pickard-Cambridge, 1901)
- Triggella infuscata (F. O. Pickard-Cambridge, 1901)
- Triggella minuta (F. O. Pickard-Cambridge, 1901)

## Publication originale
- Edwards, 2015 : Freyinae, a major new subfamily of Neotropical jumping spiders (Araneae: Salticidae). Zootaxa, no 4036(1), p. 1-87.